# Švýcarsko na Zimních olympijských hrách 2010
Švýcarsko se účastnilo Zimní olympiády 2010. Zastupovalo ho 134 sportovců (78 mužů a 56 žen) v 14 sportech.

## Medailisté

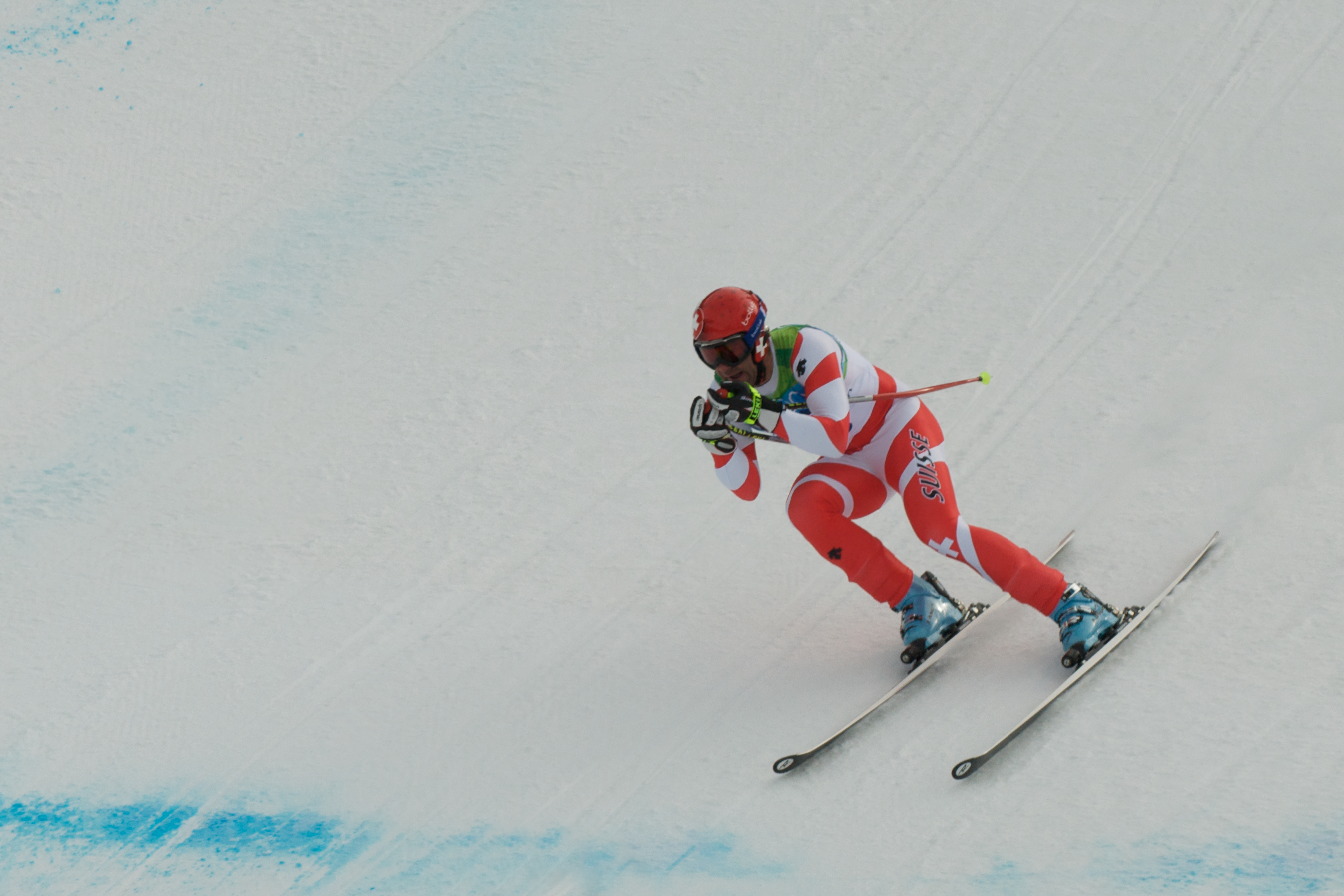
Didier Défago vítěz sjezdu

| Medaile | Jméno                                                            | Sport                | Soutěž                |
| ------- | ---------------------------------------------------------------- | -------------------- | --------------------- |
| Zlato   | Simon Ammann                                                     | Skoky na lyžích      | Střední můstek (K 95) |
| Zlato   | Simon Ammann                                                     | Skoky na lyžích      | Velký můstek (K 125)  |
| Zlato   | Dario Cologna                                                    | Běh na lyžích        | Muži 15 km volný styl |
| Zlato   | Didier Défago                                                    | Alpské lyžování      | Muži sjezd            |
| Zlato   | Carlo Janka                                                      | Alpské lyžování      | Muži obří slalom      |
| Zlato   | Michael Schmid                                                   | Akrobatické lyžování | Muži ski cross        |
| Bronz   | Olivia Nobsová                                                   | Snowboarding         | Ženy snowboard cross  |
| Bronz   | Silvan Zurbriggen                                                | Alpské lyžování      | Muži kombinace        |
| Bronz   | Ralph Stöckli Jan Hauser Markus Eggler Simon Strübin Toni Müller | Curling              | Muži                  |